# Середской район (Ярославская область)
Середской район — административно-территориальная единица в составе Ярославской области, существовавшая в 1944—1959 годах. Центр — село Середа.
Середской район был образован 17 марта 1944 года в составе Ярославской области из частей Даниловского, Любимского и Некрасовского районов.
В состав района вошли сельсоветы: Андрейковский, Березниковский, Бородинский, Глухаревский, Голодяевский, Закобякинский, Зименковский, Крутиковский, Марковский, Мауринский, Никольский, Октябрьский, Поддубновский, Середской, Телицинский, Троицкий и Федуринский.
В том же году к Середскому району был присоединён Озерковский с/с Даниловского района.
В 1946 году Березниковский, Голодяевский, Марковский и Октябрьский с/с были переданы в новый Давыдковский район.
В 1947 году из части Глухаревского с/с был образован Дмитриевский с/с.
В 1954 году Крутиковский с/с был присоединён к Закобякинскому, Озерковский — к Середскому, Бородинский и Глухаревский — к Дмитриевскому, Троицкий — к Федуринскому. Андрейковский и Поддубновский с/с были объединены в Разбугинский с/с, а Мауринский и Телицынский — в Трофимовский.
В 1958 году был образован Березниковский с/с.
6 марта 1959 года Середской район был упразднён, а его территория разделена между Даниловским и Любимским районами.